# Szent Lázár-templom
A Szent Lázár-templom (görögül: Ιερός Ναός Αγίου Λαζάρου, Ierós Naós Agíou Lazárou) egy 9. század végi templom a ciprusi Lárnakában. A ciprusi egyházhoz tartozik, amely egy 
autokefál görög ortodox egyház. A templomot a 9. században építtette VI. Leó császár. Szent Lázár testét 890-ben találták meg ezen a helyen, de Konstantinápolyba vitték, ahonnan később Marseille-be került.
A Szent Lázár-templom nevét a betániai Lázár újszövetségi alakjáról kapta, akiről János evangéliuma egy csodát mesél el, amelyben Jézus feltámasztja őt a halálból. A keleti ortodox hagyomány szerint valamikor Jézus feltámadása után Lázár kénytelen volt elmenekülni Júdeából az életére irányuló állítólagos összeesküvések miatt, és Ciprusra érkezett. Ott Pál apostol és Barnabás kinevezte őt Kition (ma Lárnaca) első püspökévé. Állítólag még harminc évig élt, és halálakor ott temették el másodszor és utoljára. Lázár állítólagos (második) sírja fölé épült a templom.

## Története

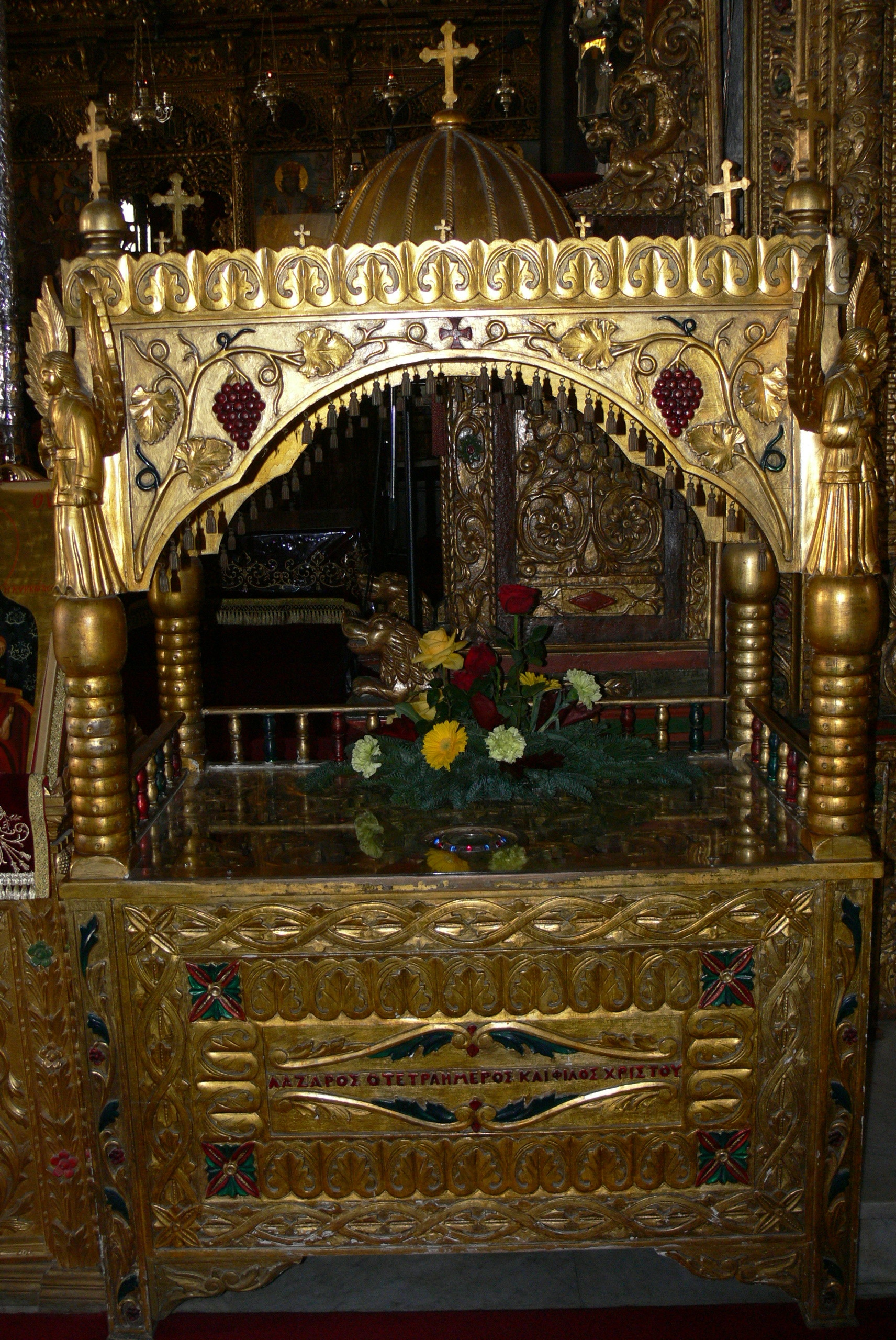
Lázár ereklyéi

A hagyomány szerint Lázár sírjának helye a 649-ben kezdődő arab uralom idején veszett el. 890-ben Lárnakában találtak egy sírt, amelyen a következő felirat volt olvasható: „Lázár, négy napja halott, Krisztus barátja”. VI. León bizánci császár 898-ban Konstantinápolyba szállíttatta Lázár földi maradványait. Az áthelyezést Aretasz, Cezáreai püspök apostoli oltalomban részesítette, és az ortodox egyház minden évben október 17-én emlékezik meg róla. Az áthelyezett ereklyéket később a 13. század elején a negyedik keresztes hadjárat idején kifosztották, és Marseille-be vitték, de később elveszett.
Lárnaka kárpótlásaként Leó császár a 9. század végén és a 10. század elején Lázár sírja fölé emeltette a Szent Lázár-templomot.
A frank és velencei uralom alatt (13–16. század) az egyház római katolikus lett. Ebben az időben a templom déli oldalához egy gótikus stílusú, kővel fedett oszlopcsarnokot (sztoát) építettek.

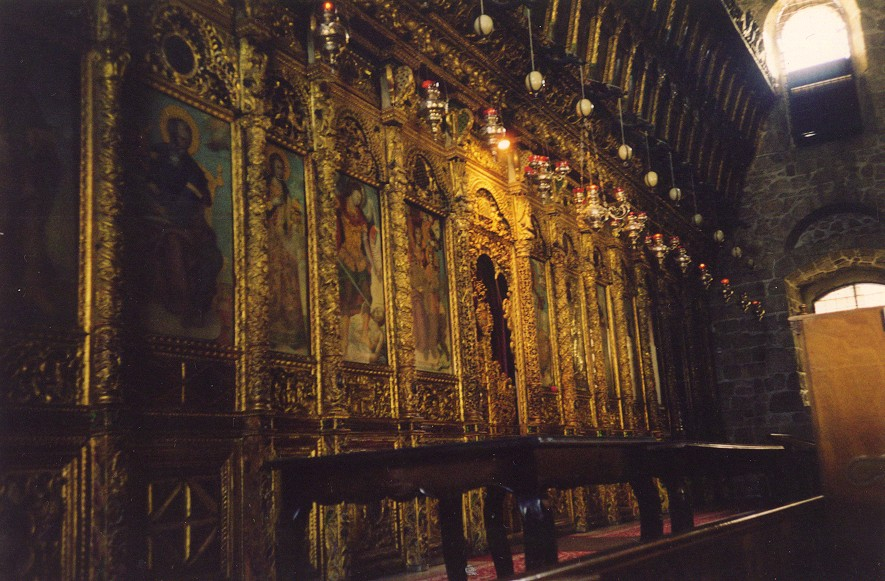
Részlet az Ikonosztázból

Az ortodox bazilika három impozáns kupolája és az eredeti harangtorony valószínűleg az oszmán uralom első éveiben (Kr. u. 1571) pusztult el, amikor a templomot mecsetté alakították át. Az oszmánok 1589-ben visszaadták az ortodoxoknak, valószínűleg a keresztény temető miatt. A következő kétszáz évben ortodox és katolikus istentiszteletekre egyaránt használták. A tornácon görög, latin és francia feliratok nyomai láthatók. Miután az oszmán hatóságok 1857-ben ismét engedélyezték, hogy a ciprusi templomoknak harangtornya legyen, a harangtornyot így latin stílusban átépítették.

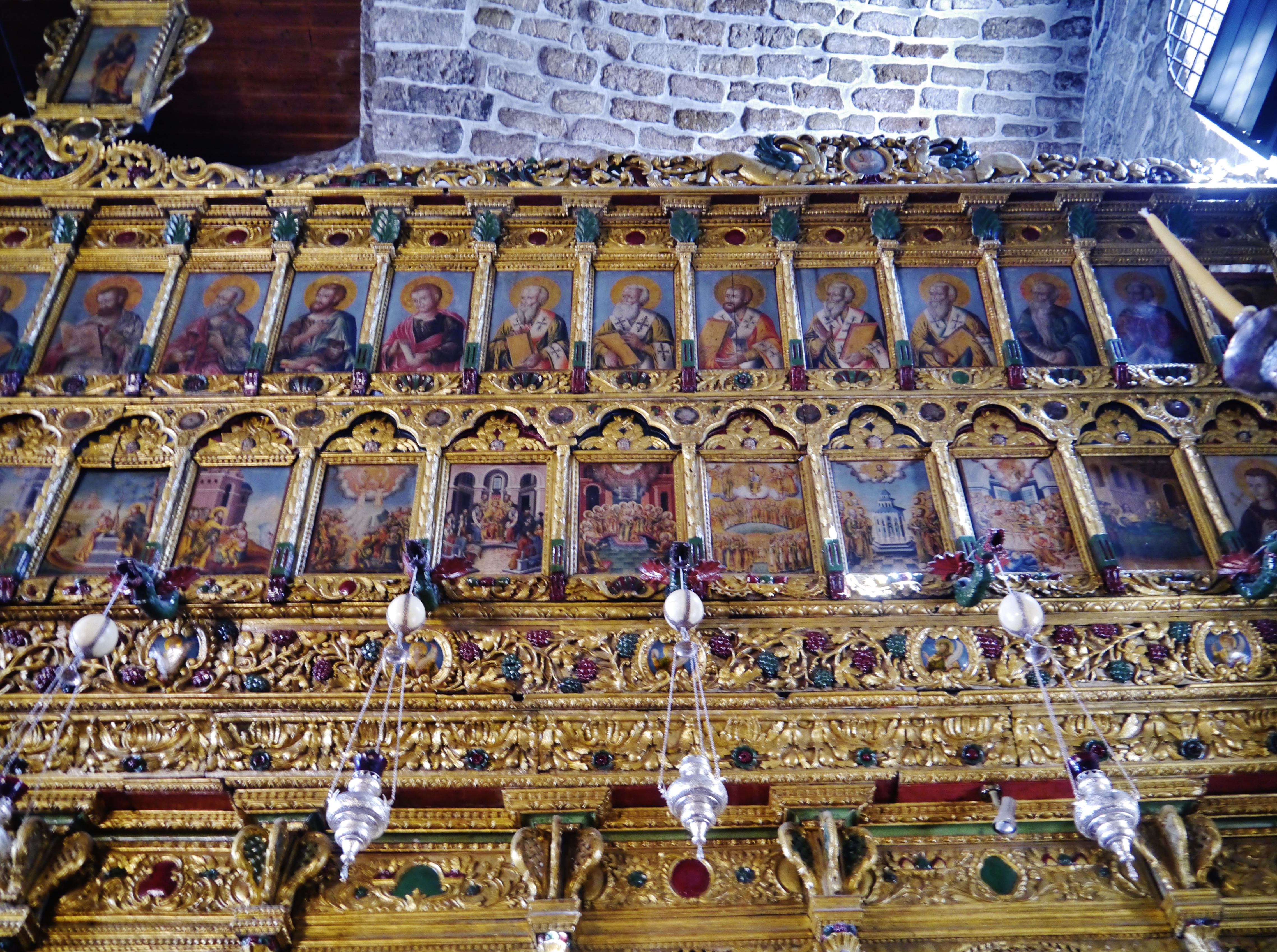
A helyreállított Ikonok

A templom egyedülálló barokk ikonosztázának fafaragását 1773 és 1782 között Chatzisavvas Taliadorou készítette. Az ikonosztázt 1793 és 1797 között aranyozták be. Az ikonok egy részét a 18. század vége felé a marathasai Michael Proskynetes festette. Hatzimichael ikonfestő 1797-ben fejezte be a képekkel ellátott falakat.
Az ikonosztázt 120, csodálatos kivitelezésű ikon díszíti; 13 nagy az alsó sorban és 60 kisebb a két felső sorban (mindegyikben 30 ikon), 25 a szentély ajtajánál és 4 a felső feszület kombinációjában a „pelikán” szimbolikus ábrázolásával a kereszt tövében. A fából faragott bútorok (köztük egy katolikus használatra szánt rokokó szószék az egyik oszlopon) és a falakon lévő ikonok egy része a 17. századból származik.
Egy 1970-es tűzvész a belső tér nagy részét megrongálta, beleértve az ikonosztáz egy részét és a hozzá tartozó ikonokat is. 1972 és 1974 között az ikonosztázt részben helyreállították, és újra aranyozták. A templom későbbi felújítása során, 1972. november 2-án emberi maradványokat fedeztek fel az oltár alatti márványszarkofágban, amelyeket a szent ereklyéinek részeként azonosítottak (nem mindet vihették el Konstantinápolyba).

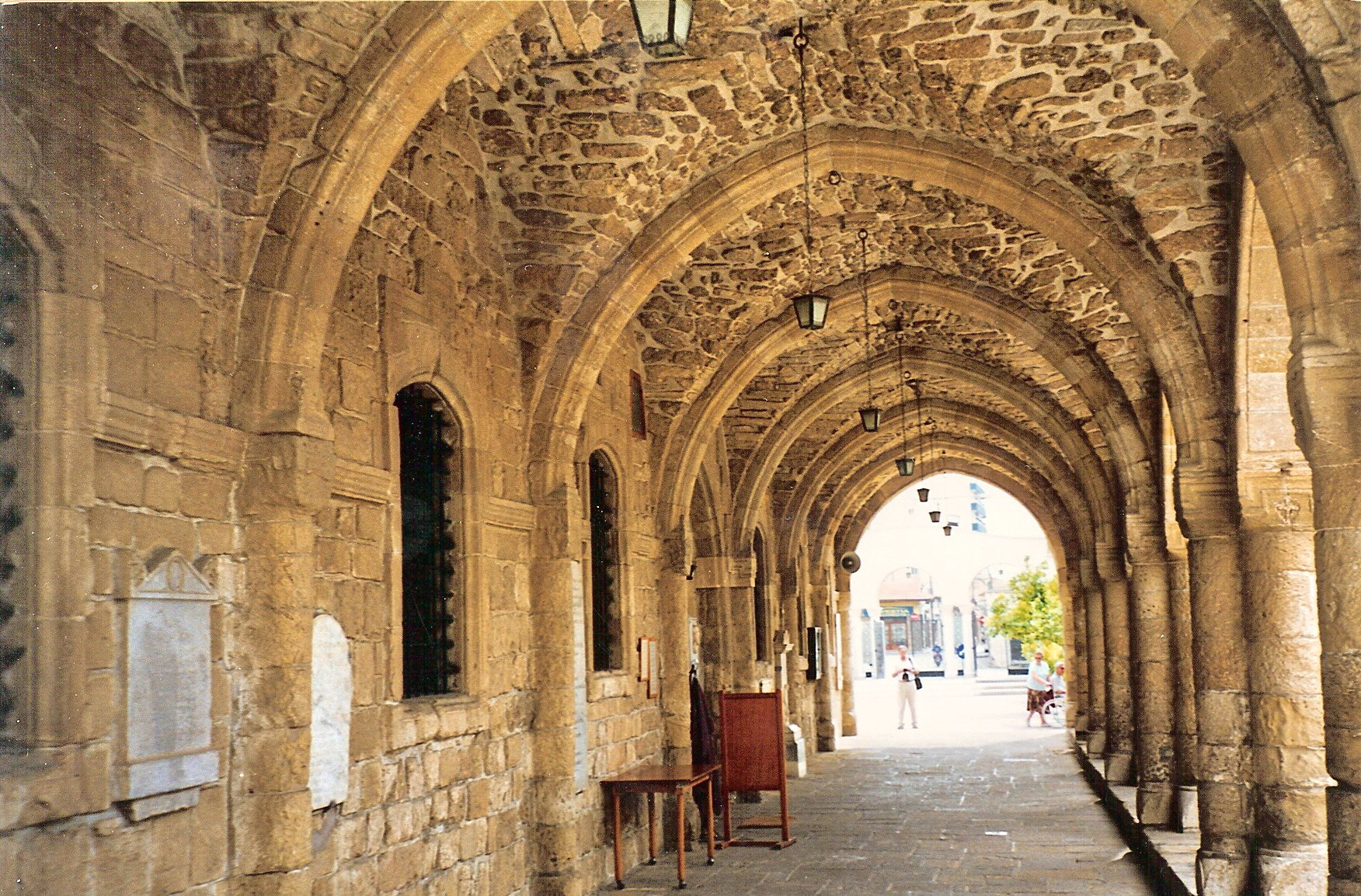
A gótikus veranda

## Építészet
A templom egy 31,5 x 14,5 m-es hosszúkás épület, háromosztatú szentéllyel, belül félköríves, kívül háromoldalú apszissal és középen ötoldalú apszissal. A templom belső szerkezete három hajóra tagolódik, amelyeken vaskos kettős pillérek és boltíves nyílások haladnak keresztül. Ezek a pillérek a kupolák súlyát hordozzák, így alkotva a középső mellékhajót, míg az északi és a déli mellékhajó keresztboltozatokkal keresztezett, félig henger alakú tetőzetet visel. A templom kőfalazata főként négyzet alakú, körülbelül egy méter vastagságú mészkőtömbökből áll. A templomnak nyitott tornáca van, ahonnan lépcsők vezetnek le az altemplomba.

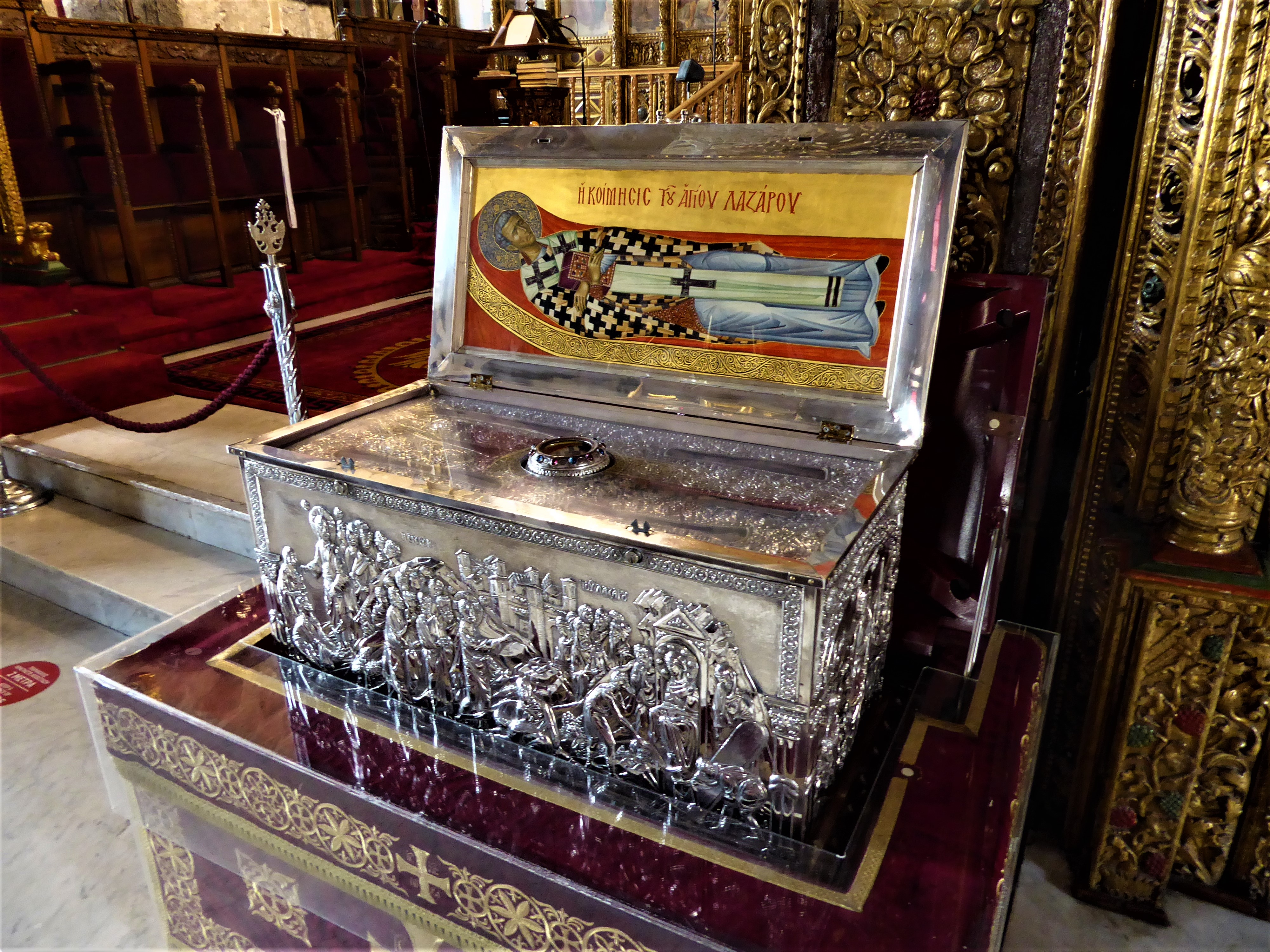
Templombelső

## Zarándokhely
A templomot a keresztény világ régóta ismeri: a 20. század elejéig a szentföldi zarándoklatok nélkülözhetetlen kiegészítőjének számított. Ezen kívül a szentnek tulajdonítják, hogy sok beteg gyógyult meg és más csodák is történtek itt.
Jelentősége akkor nőtt meg, amikor az oltár alatti márvány szarkofágban megtalálták Lázár ereklyéinek egy részét. (Ez 1972 novemberében történt, a templom felújítási munkálatai során.

## Képgaléria

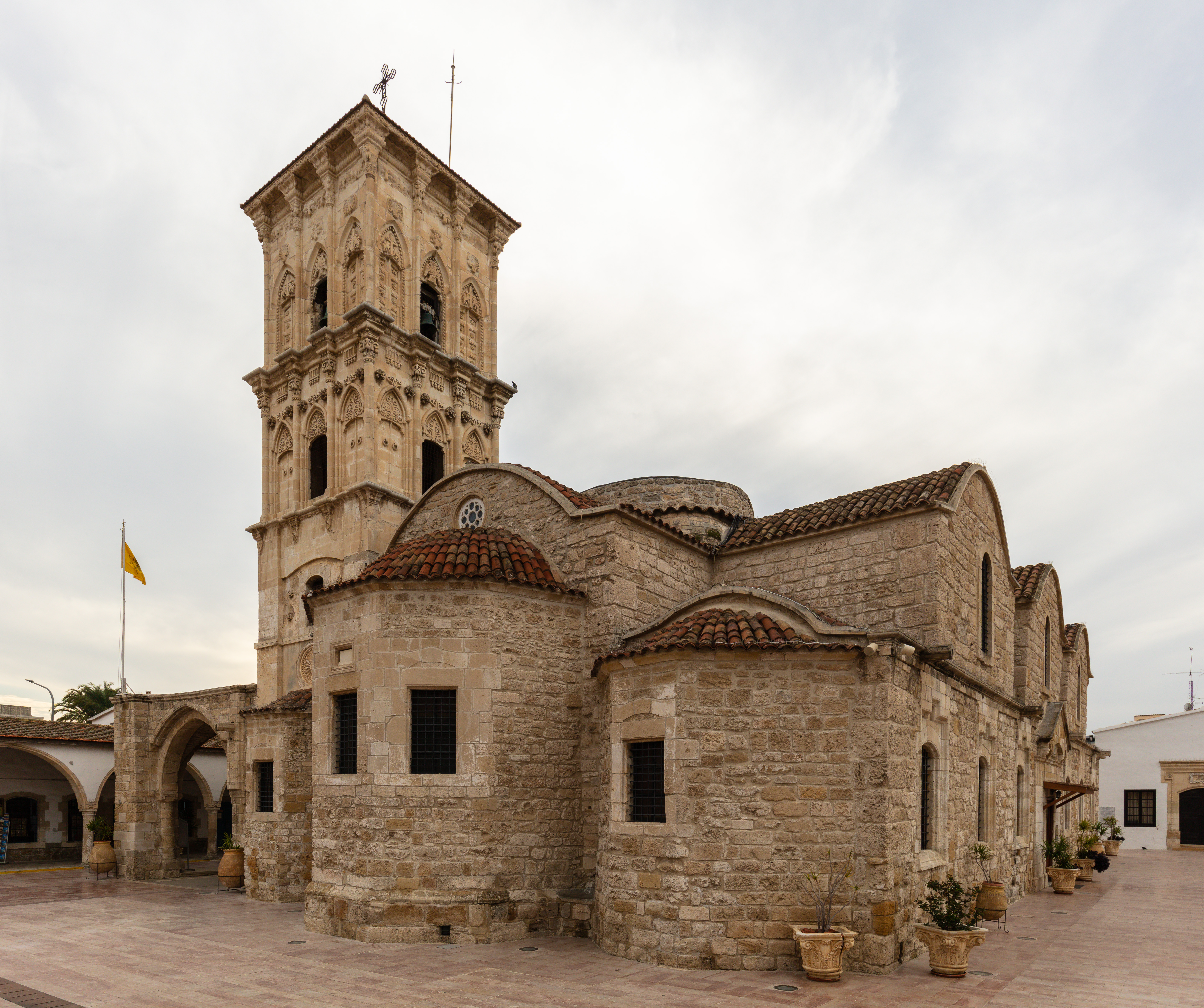
A templom kívülről
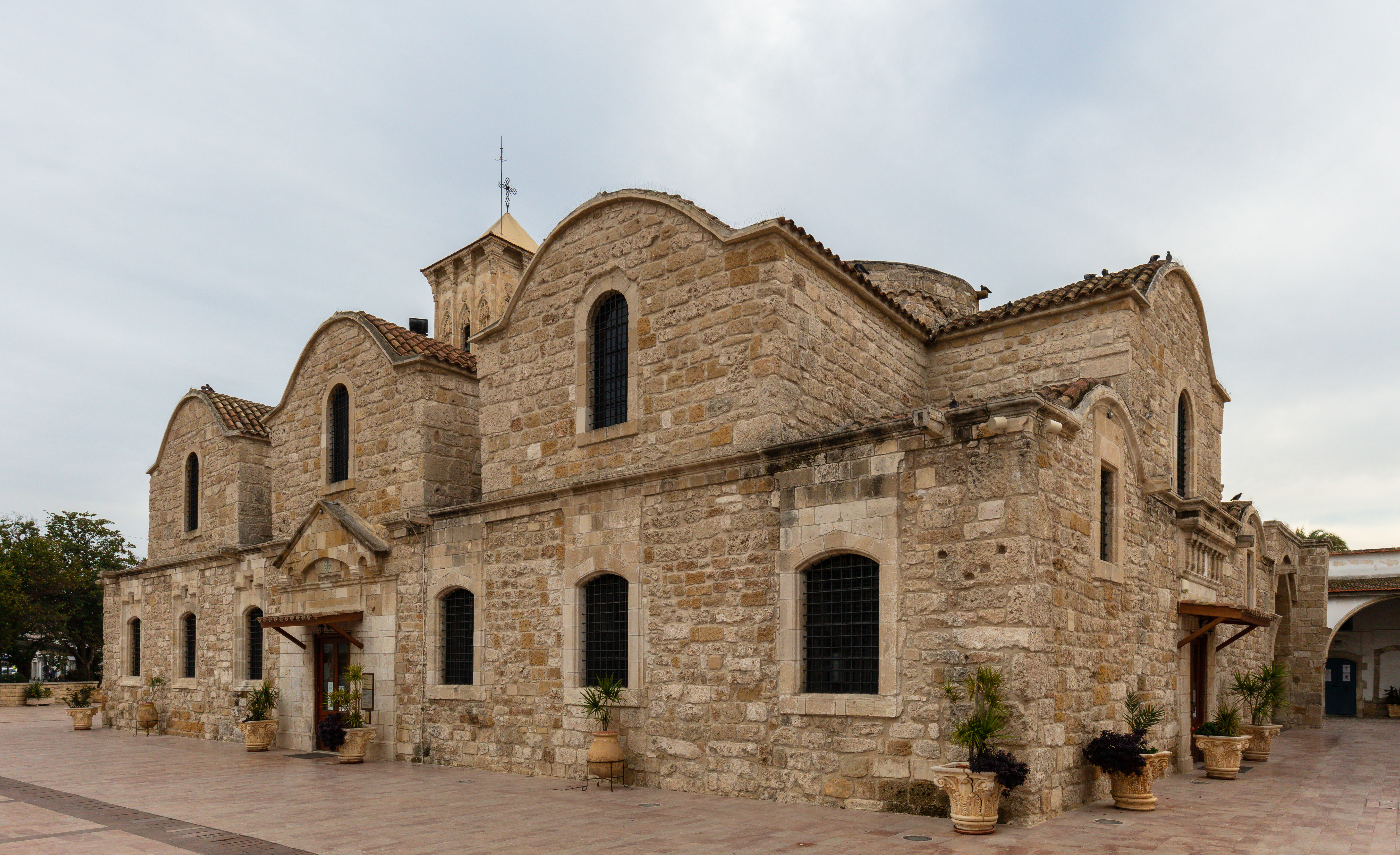
Bejárat
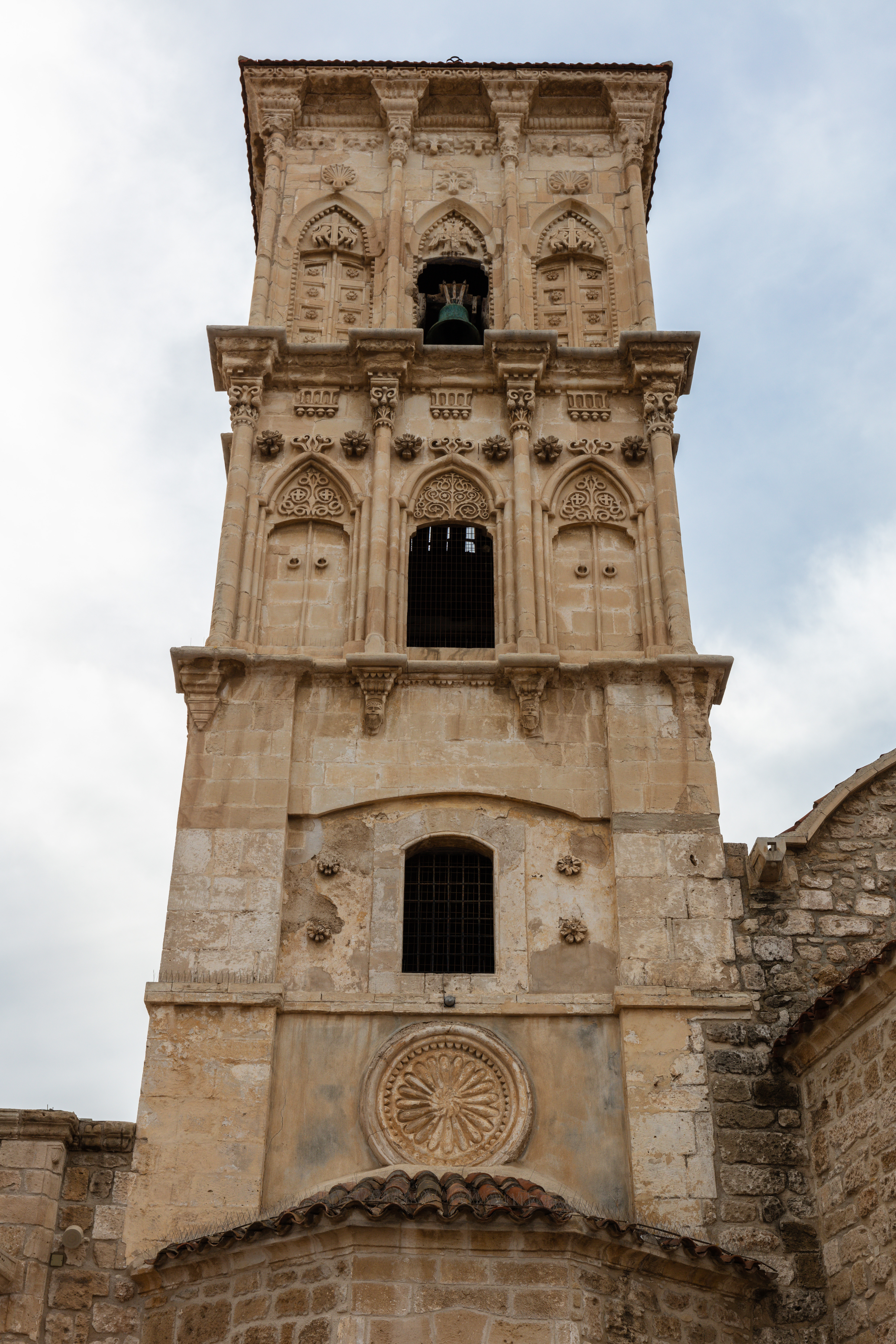
Harangtorony
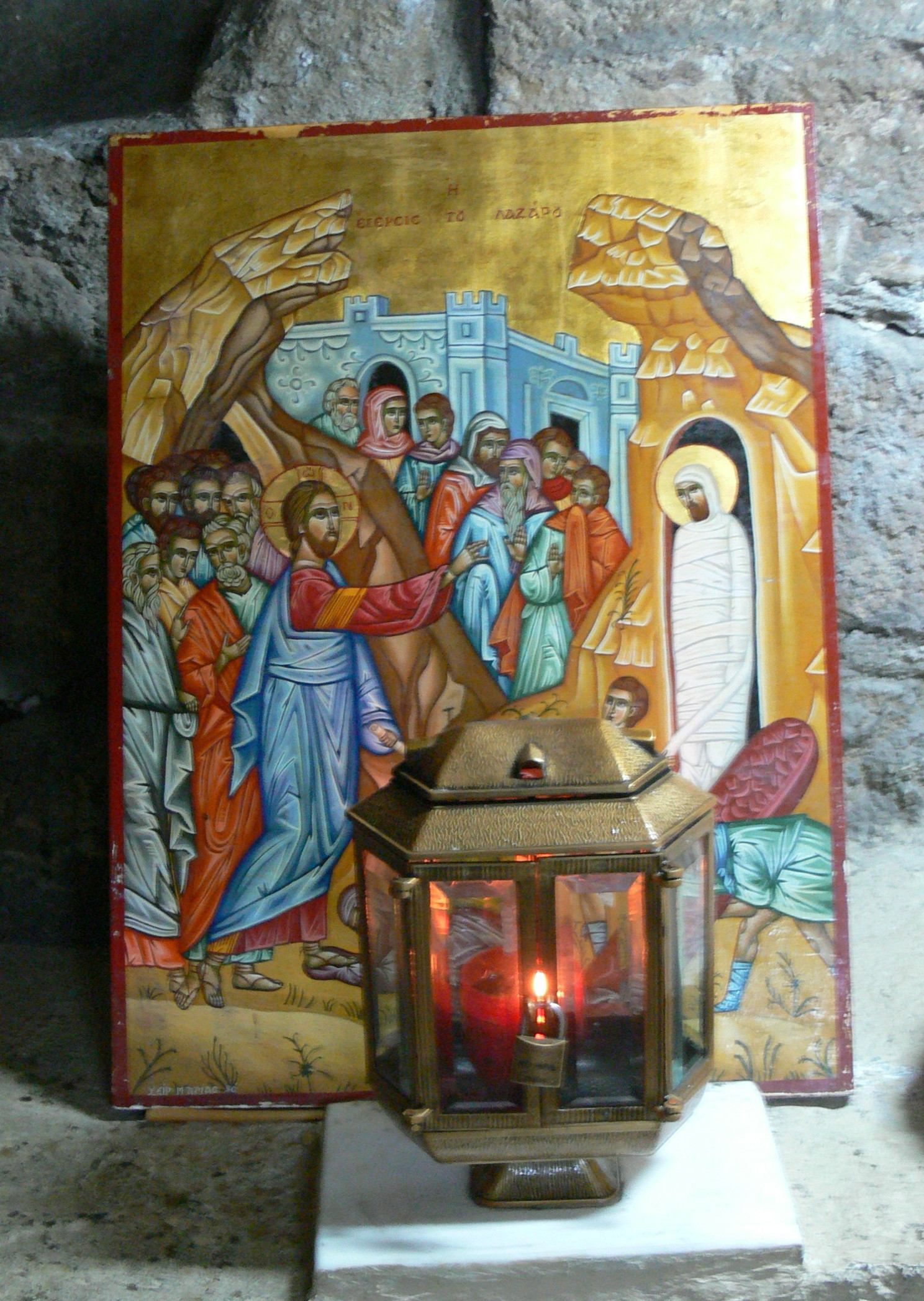
Szent Lázár feltámadásának ikonja
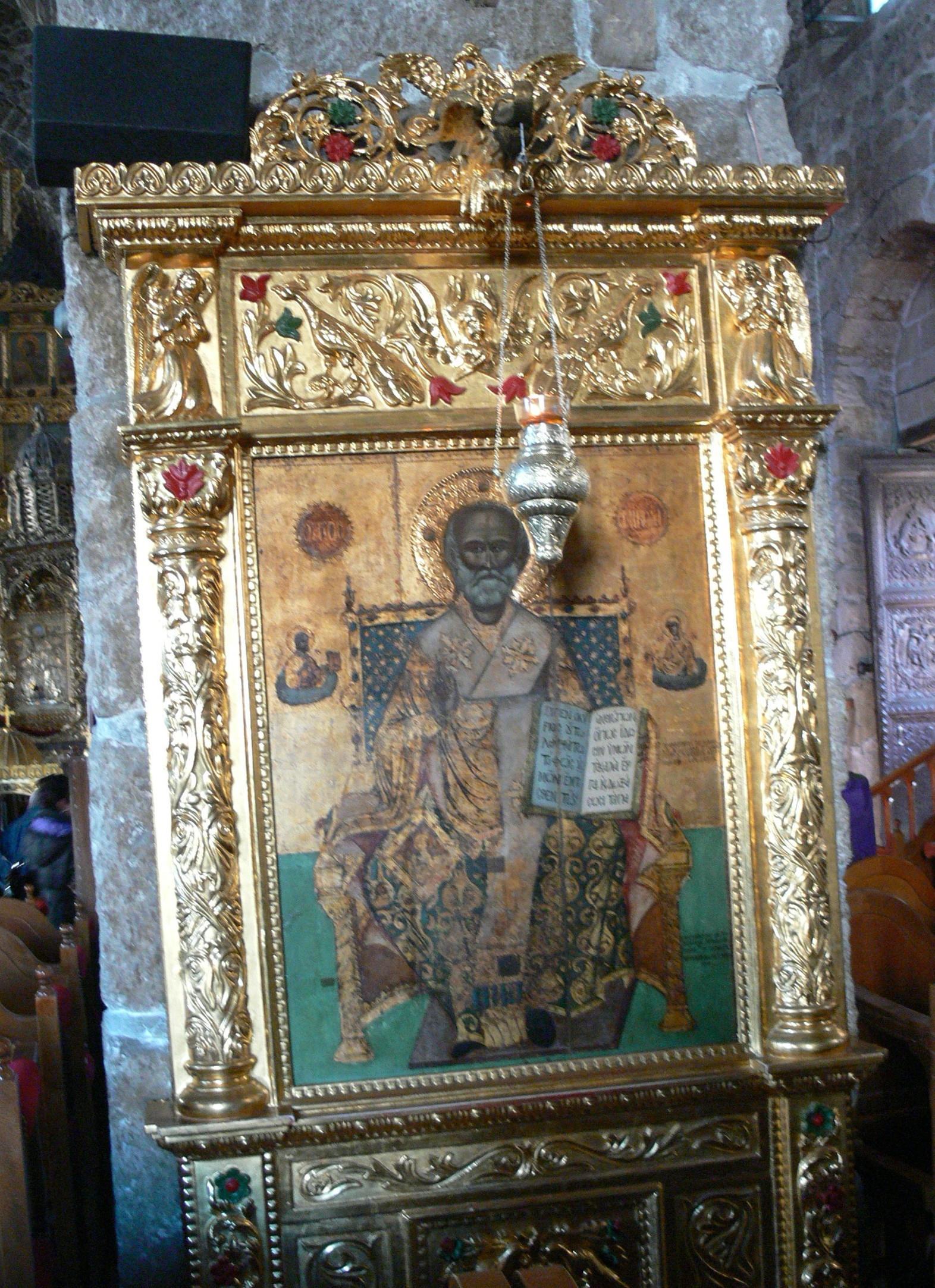
Szent Lázár püspöki ruhában
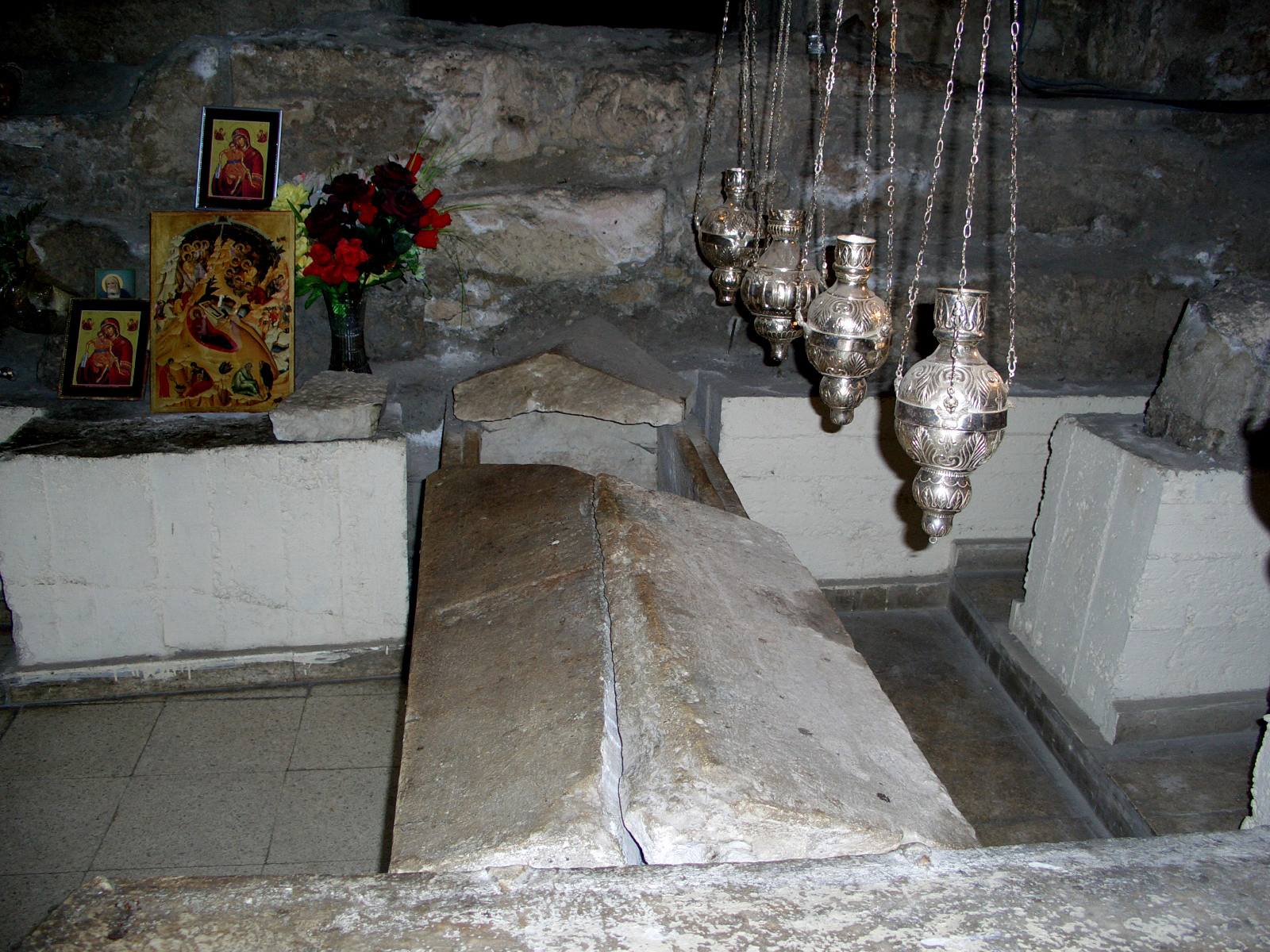
Lázár sírja a templomban
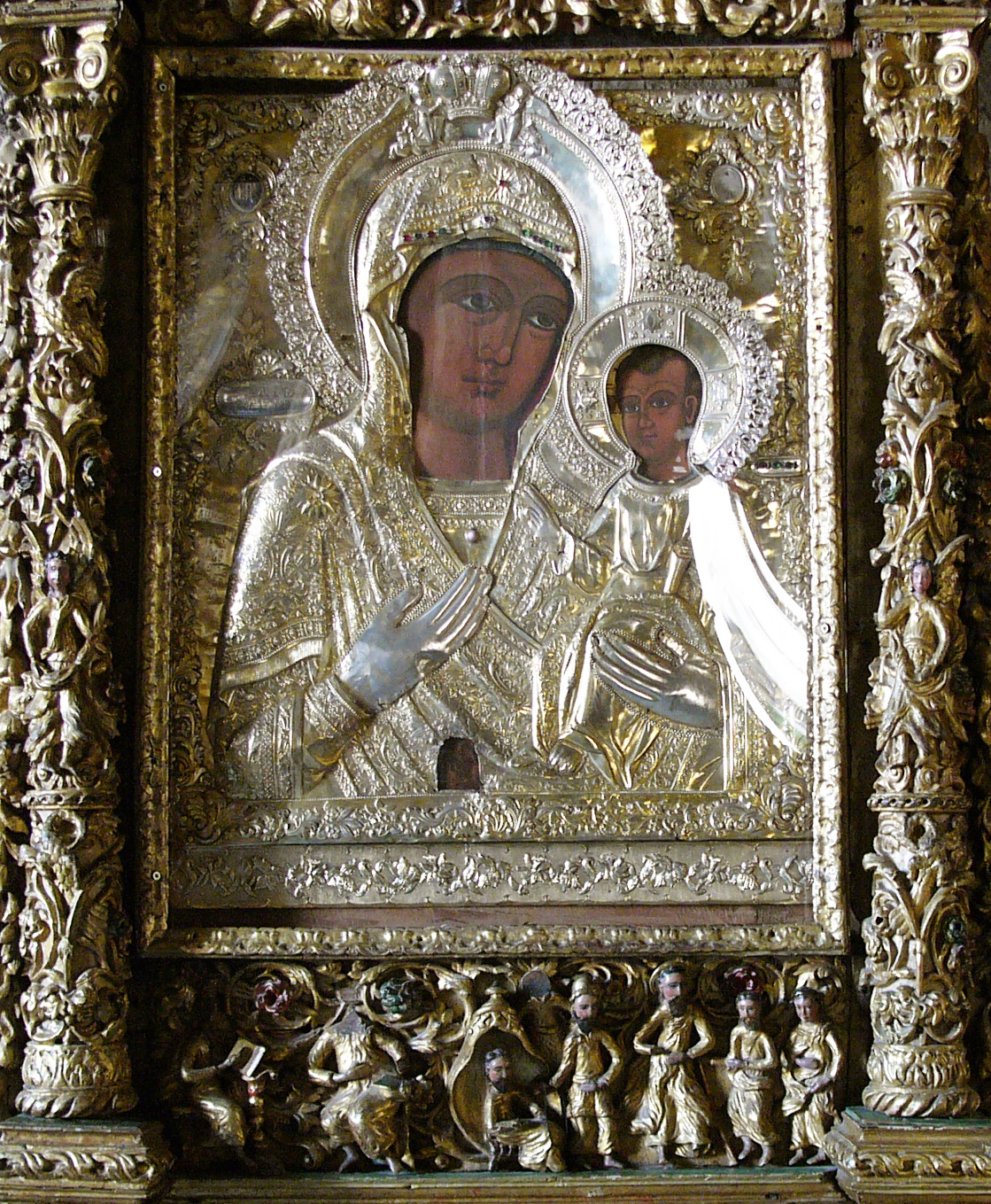
Szűz Mária ikonja
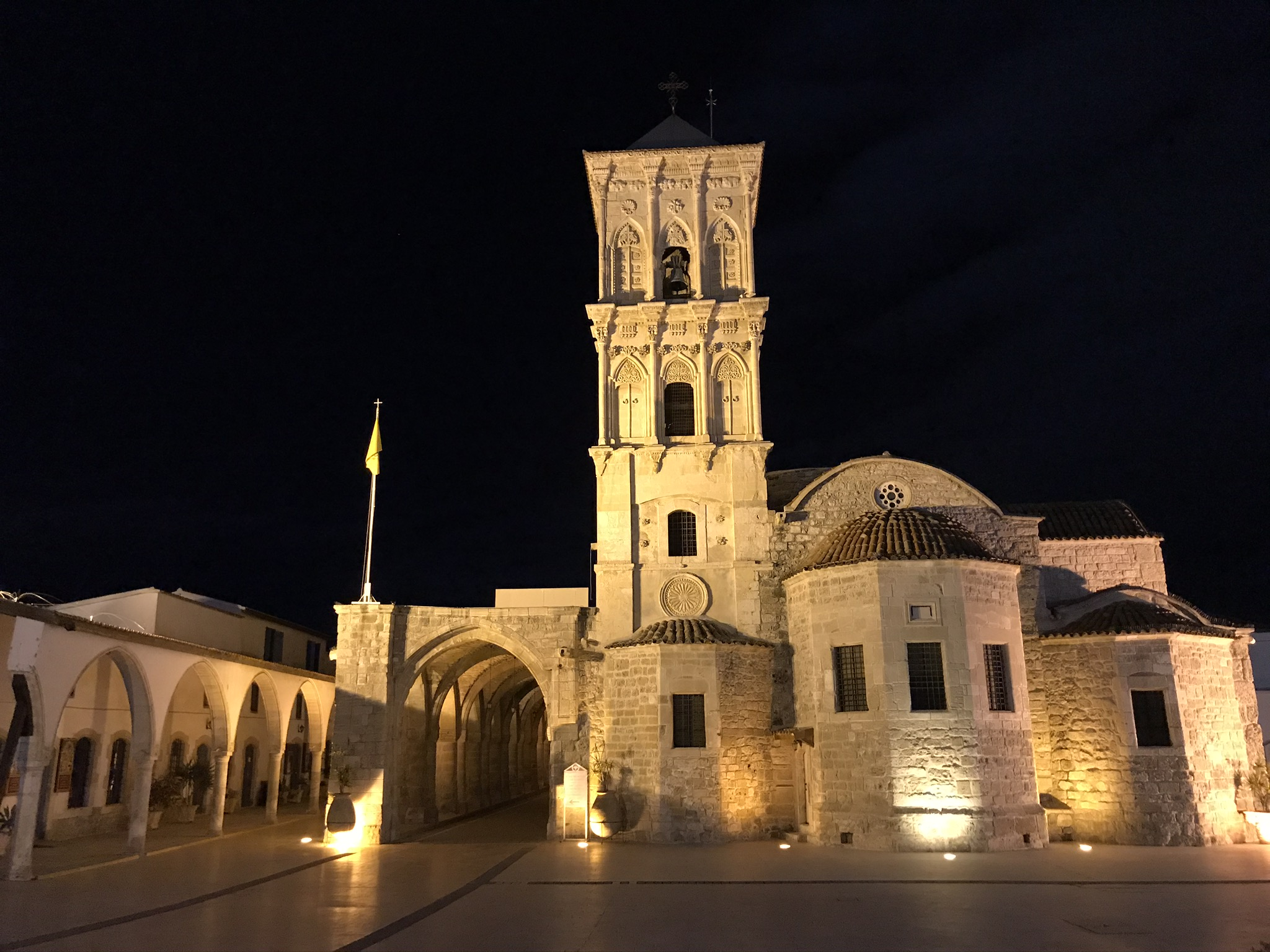
A templom éjjel

## Fordítás
- Ez a szócikk részben vagy egészben  a   Church of Saint Lazarus, Larnaca című angol Wikipédia-szócikk ezen változatának fordításán alapul.  Az eredeti cikk szerkesztőit annak laptörténete sorolja fel. Ez a jelzés csupán a megfogalmazás eredetét és a szerzői jogokat jelzi, nem szolgál a cikkben szereplő információk forrásmegjelöléseként.